# 柏市立豊四季中学校
柏市立豊四季中学校（かしわしりつ とよしきちゅうがっこう）は、千葉県柏市豊四季にある市立中学校。

## 概要
1990年（平成2年）4月1日、柏市立柏中学校から分離独立して設置された。2018年（平成30年）に柏市立柏の葉中学校が新設されるまで、柏市内で最も新しい中学校であった。
柏市立柏第二小学校、柏市立旭小学校および柏市立豊小学校の一部児童生徒が進学する校区となっている。

## 沿革
- 平成2年4月1日 - 柏市立柏中学校より分離独立。
- 平成2年4月6日 - 第1回入学式　新入生278名（学級数21、生徒数823名）
- 平成5年4月1日 - 特別支援学級（あららぎ学級）設置
- 平成8年10月16日 - やすらぎの庭（中庭）完成
- 平成12年3月14日 - 給食棟完成、4月より給食開始
- 平成20年11月12日 - 校木「イチイの木」を植樹
- 平成22年4月1日 - 柏市立柏第三中学校との間で学区を再編制
- 令和元年8月30日 - 特別教室エアコン設置完了

## 主な出身者
- 大翔鵬清洋（大相撲、力士）

## 交通アクセス
- 東武野田線豊四季駅下車、徒歩15分。
- 東武バス 柏第二小学校バス停下車、徒歩5分

## 周辺
- 柏市立柏第二小学校
- 柏市立柏第六小学校
- 柏市立旭小学校
- 気象大学校
- 柏市消防局旭町消防署